# Bolków (stad)
Bolków (Duits: Bolkenhain) is een stad in het Poolse woiwodschap Neder-Silezië, gelegen in de powiat Jaworski. De oppervlakte bedraagt 7,68 km², het inwonertal 5438 (2005). Bolków is een partnerstad van gemeente Heerde (Gld.).

## zie ook
- Buitenkamp Bolkenhain